# Joseph Bradford Carr

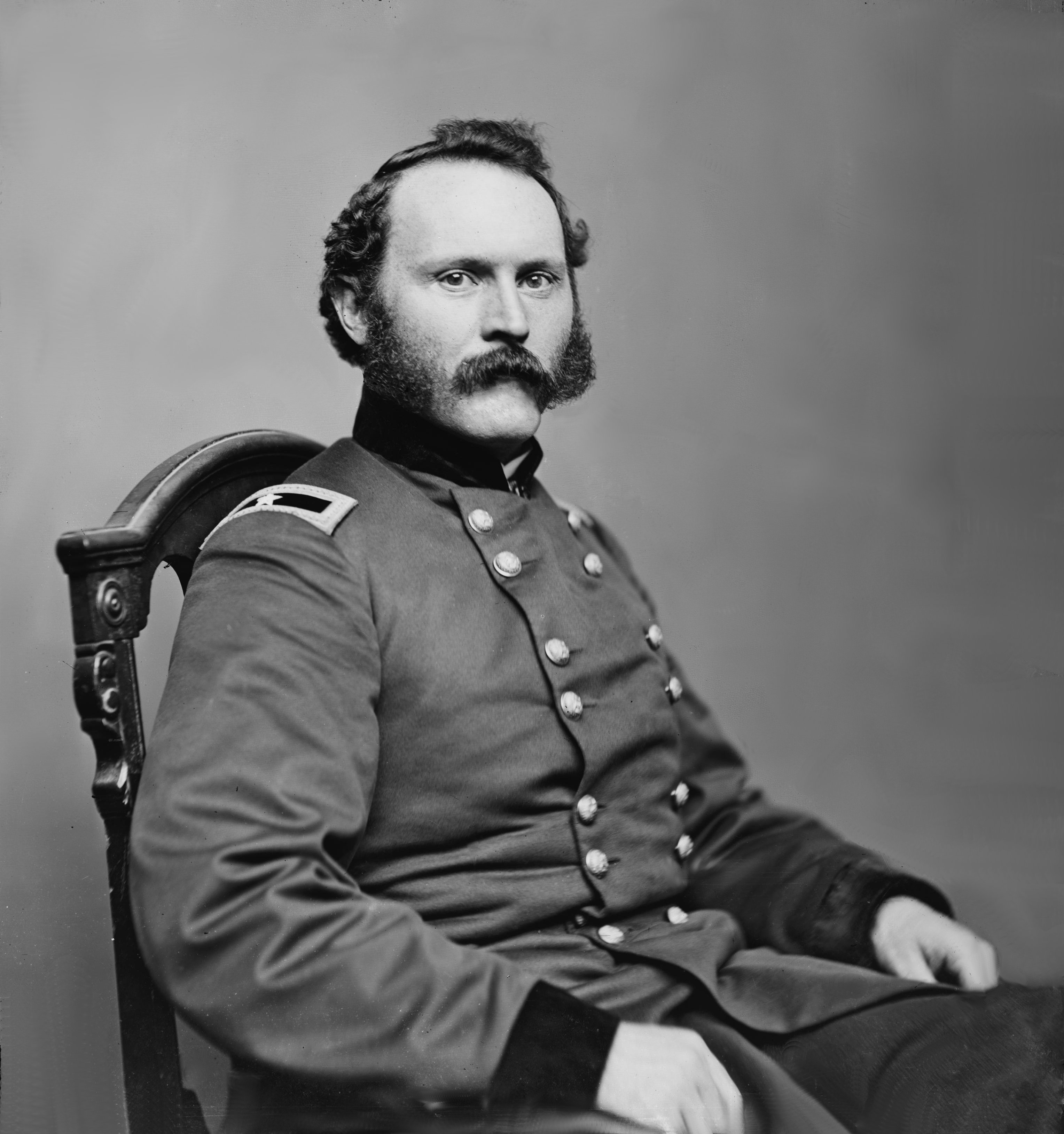
Joseph Bradford Carr

Joseph Bradford Carr (* 16. August 1828 in Albany, New York; † 24. Februar 1895 in Troy, New York) war ein US-amerikanischer General in der Unionsarmee während des Bürgerkrieges und Politiker. Er war von 1880 bis 1886 Secretary of State von New York.

## Frühe Jahre
Joseph Bradford Carr, Sohn von irischen Einwanderern, wurde 1828 in Albany geboren. Seine Kindheit war von der Wirtschaftskrise von 1837 überschattet und die Folgejahre vom Mexikanisch-Amerikanischen Krieg. Später war er als Tabakhändler tätig. Während er in Troy (New York) lebte, fand er Interesse am Militärdienst. Er trat 1861 als Colonel in die Miliz von New York.

## Bürgerkrieg
Zu Beginn des Krieges half er entscheidend bei der Rekrutierung des 2. New York Volunteer Infantry Regiment mit. Am 14. Mai 1861 ernannte man ihn zum Colonel des Regiments. Er wurde Fort Monroe (Virginia) zugeteilt. In der Folgezeit nahm das Regiment an dem Gefecht bei Big Bethel teil. Carr diente in der Potomac-Armee während des Halbinsel-Feldzuges und der Sieben-Tage-Schlacht sowie des Nord-Virginia-Feldzuges. Als Brigadekommandeur im III. Korps nahm Carr an den Schlachten von Fredericksburg und Chancellorsville teil. Er kommandierte eine Division während eines Teils der letzten Schlacht, nachdem Hiram Gregory Berry den Tod fand.
Am 7. September 1862 wurde er wegen Tapferkeit bei der Schlacht am Malvern Hill zum Brigadegeneral befördert. Diese Beförderung war allerdings mit Verfahrensschwierigkeiten verbunden. Seine erste Ernennung wurde am 12. Februar 1863 an den Präsidenten zurückgesandt. Am 30. März 1863 erfolgte seine erneute Ernennung, aber die Bestätigung seines Offizierspatents durch den US-Senat scheiterte in der Session, in welcher er nominiert wurde und verfiel am 30. März 1864. Am 9. April 1864 wurde er erneut nominiert und am 30. Juni 1864 durch den US-Senat bestätigt, wobei seine Ernennung rückwirkend zum 30. März 1863 wirksam war.
Für seine Tapferkeit bei der Schlacht von Gettysburg wurde er ausgezeichnet, wo er verwundet wurde und seine Männer hartnäckig ihre Stellung bei Peach Orchard hielten. Er kommandierte die 3. Division im III. Korps während der Herbst-Feldzüge 1863. Wegen der Schwierigkeiten mit seiner Ernennung zum Brigadegeneral war er technisch gesehen der jüngste unter seinen unterstellten Brigadegenerälen. Am 2. Mai 1864 wies ihn Generalleutnant Ulysses S. Grant der James-Armee unter Generalmajor Benjamin Franklin Butler zu. Carr kommandierte eine Division von afroamerikanischen Soldaten im XVIII. Korps. Er hatte kurz das Kommando bei der Verteidigung von Yorktown im Wehrbereich Virginia und North Carolina (Department of Virginia and North Carolina). Am 13. März 1865 wurde er zum Brevet-Generalmajor der Volunteers ernannt. Er schied am 24. August 1865 aus dem Armeedienst aus.

## Spätere Jahre
Nach dem Ende des Krieges war Carr als Fabrikant in Troy (New York) tätig. Carr gehörte der Republikanischen Partei an. Er wurde 1879 zum Secretary of State von New York gewählt und 1881 sowie 1883 wiedergewählt. 1885 kandidierte er für das Amt des Vizegouverneurs von New York, erlitt aber eine Niederlage gegenüber dem Demokraten Edward F. Jones.
Er verstarb in Troy und wurde dann dort auf dem Oakwood Cemetery beigesetzt.